# برونو اوریباری
برونو اوریباری (انگلیسی: Bruno Urribarri؛ زادهٔ ۶ نوامبر ۱۹۸۶) بازیکن فوتبال اهل آرژانتین است.
از باشگاه‌هایی که در آن بازی کرده‌است می‌توان به باشگاه فوتبال ریور پلاته، باشگاه فوتبال اتلتیکو تیگره، باشگاه فوتبال بوکا جونیورز، باشگاه فوتبال آستراس تریپولی، و باشگاه فوتبال آرژانتینوس جونیورز اشاره کرد.